# Unione dei comuni Colline di Langa e del Barolo
L'Unione di comuni Colline di Langa e del Barolo è un'unione di comuni del Piemonte, in provincia di Cuneo, formata dai comuni di: Barolo, Castiglione Falletto, Grinzane Cavour, Monchiero, Monforte d'Alba, Novello, Roddi, Roddino, Sinio, costituita nel 2001 in attuazione dell’art. 32 del T.u.e.l. 18 agosto 2000, n. 267. La sede dell'Unione è a Monforte d'Alba. Originariamente parte dell'Unione, i comuni di Dogliani, La Morra, Serralunga d'Alba, Montelupo Albese, Rodello e Verduno hanno successivamente deciso di recedervi.
Gli uffici dell'Unione si trovano presso il comune di Monforte d'Alba, fatta eccezione per la sede operativa della polizia locale che si trova a Grinzane Cavour.
Lo stemma dell'Unione è rappresentato da 15 stemmi di comuni, tutti uguali, stilizzati e disposti a cerchio al cui centro si trova la scritta "Langa & Barolo", disposta su due righe.

## Finalità
Sono obiettivi prioritari dell'Unione: 
- la  promozione  dello  sviluppo  socio-economico,  attraverso  l’equilibrato  assetto  del territorio, nel rispetto e nella salvaguardia dell’ambiente e della salute dei cittadini;
- l’armonizzazione  dell’esercizio  delle  funzioni  attribuite  con  le  esigenze  generali  dei cittadini, assicurando un uso equo delle risorse;
- la valorizzazione del paesaggio, del patrimonio ambientale, linguistico, storico, artistico e culturale dei comuni partecipanti;
- l’osservanza del  principio di  pari opportunità tra i due sessi, nell'ambito delle funzioni esercitate, sia all'interno dell'organizzazione dell'ente, sia nell'attività sul territorio, sia nei rapporti con altri enti ed organizzazioni;
- lo sviluppo e la valorizzazione della pace, della tolleranza e della solidarietà;
- l’adesione alle regole ed ai principi della Carta europea delle autonomie locali.[1]

## Funzioni e servizi dell'Unione
Ai sensi del T.u.e.l. 18 agosto 2000, n. 267, l'Unione svolge in forma associata i servizi e funzioni che le sono stati attribuiti dai singoli comuni. Fra le diverse funzioni attribuite nello Statuto all'Unione di comuni Colline di Langa e del Barolo, in particolare, si segnalano:
- polizia municipale e polizia amministrativa locale;
- turismo, promozione e servizi turistici;
- sportello unico per le attività produttive;
- Centrale Unica di Committenza ai sensi dell’art. 37 del D. Lgs. 18/04/2016 n. 50;
- edilizia scolastica per la parte non attribuita alla competenza delle Province nonché organizzazione e gestione dei servizi scolastici.[1]

## Organi dell'Unione
Sono organi di governo dell'unione:
- il Consiglio;
- la Giunta;
- il Presidente.

Sono organi consultivi interni all'Unione: 
- la Conferenza dei Sindaci,
- le Commissioni consiliari.